# 충주대원고등학교
충주대원고등학교(忠州大原高等學校)는 대한민국 충청북도 청주시 우암동에 위치한 사립 고등학교이다.

## 학교 연혁
- 1980년 5월 15일 : 학교법인 대원학원 설립인가 및 이사장 취임(이사장 김철식)
- 1980년 11월 16일 : 충주대원고등학교 설립인가
- 1981년 3월 1일 : 초대 김영길 교장 취임
- 1981년 3월 13일 : 충주대원고등학교 개교 6학급 인가(총 18학급 인가), 360명 정원
- 1982년 6월 10일 : 학교법인 동성학원으로 명칭변경
- 1984년 2월 6일 : 제1회 졸업식 (졸업생 327명, 누계 327명)
- 1985년 2월 11일 : 본관 교사 완공(1,044m2, 10실)
- 1985년 9월 12일 : 강당(문화관) 준공(465m2, 콘크리트 함석조)
- 1991년 4월 10일 : 특별교실 3층 준공(329.4m2), 본관 서편 실내화장실 4층 증축(172.8m2)
- 2000년 9월 29일 : 다목적교실(담곡관) 완공
- 2008년 10월 9일 : 담곡학사(기숙사) 및 급식소 완공
- 2012년 9월 11일 : 인조잔디운동장 완공
- 2014년 2월 26일 : 교과교실제 환경개선사업(리모델링) 준공
- 2020년 9월 1일 : 제8대 김인섭 교장 취임
- 2024년 1월 4일 : 제41회 졸업(201명) 총 15,841명
- 2024년 3월 4일 : 제44회 입학식(193명)

## 참고 자료
- 충주대원고등학교 - 한국교육학술정보원 학교알리미